# Ен-Сібзаанна
Ен-Сібзаанна, Ен-Сіпадзідана (Ен-сіпад-зід-ана) — 6-й додинастичний цар легендарного періоду до Великого потопу.
Засновник династії і єдиний відомий міфічний цар третього міста-держави стародавнього Шумеру — Лараку, розташованого на півдні давньої Месопотамії і правив 8 куль (28 800 років), згідно Ніппурського царського списку. Йому приписують божественне походження.
«Після того, як царство було послано з небес, місто Еріду стало (місцем) престолу» і його першим архаїчним царем став Алула, який керував містом 8 куль (28 800 років), після нього правителем міста значиться Аллалгар, який правив містом 10 куль (36 000 років). Два царя правили 18 куль (64 800 років). Еріду був залишений, (і) престол був перенесений у Бад-Тібіру.
Ен-Менлуана правив в Бад-Тібірі 12 куль (43 200 років), після нього правителем міста значиться Ен-Менгалана, який правив 8 куль (28 800 років), а третім і останнім правителем значиться Думузі (рибалка), який правив 10 куль (36 000 років), Бад-Тібіру була залишена і престол перенесений в Ларак, його царем став Ен-Сіпадзідана, який правив 8 куль (28 800 років), (цікава обставина, що крім нього точно такі ж року правління царський список приписує ще трьом допотопним царям, представникам I Раннього династичного періоду — Ал-Луліму, першому правителю Еріду; Ен-Менгалане, другому правителю Бад-Тібіри і Шукурламу — другому правителю Шуруппака).
Згідно царського списку до всесвітнього потопу в Шумері по черзі правили 9 царів у почергово змінюваних 5 містах-державах загальною тривалістю правління 277 200 років. Виходячи з того ж списку можна зробити висновок, що всесвітній потоп трапився 12 000 років до н. е., отже початок правління архаїчного царя Думузі слід віднести до 153 тисячоліття до н. е. Прийнято вважати, що роки його правління значно завищені. Згідно царського списку Ларак був залишений і престол перенесений в Сіппар, царем якого став Ен-Мендурана.